# Épisy
Épisy est une ancienne commune française située dans le département de Seine-et-Marne, en région Île-de-France, devenue, le 1er janvier 2016, une commune déléguée de la commune nouvelle de Moret-Loing-et-Orvanne.
Ses habitants sont appelés les Épisien(ne)s.

## Géographie

### Localisation
Située à 12 km au sud-est de la ville de Fontainebleau et à 12 km au nord-est de la ville de Nemours, Épisy s'étend le long de la rive droite de la rivière le Loing et de son canal.

### Communes limitrophes
Les communes limitrophes sont Villecerf, Villemer, La Genevraye, Montigny-sur-Loing, Écuelles, Moret-sur-Loing et Moret Loing et Orvanne.
| Montigny-sur-Loing |       | Écuelles  |
|                    | Épisy | Villecerf |
| La Genevraye       |       | Villemer  |

### Géologie et relief
Épisy est classée en zone de sismicité 1, correspondant à une sismicité très faible. L'altitude varie de 50 mètres à 88 mètres pour le point le plus haut , le centre du bourg se situant à environ 53 mètres d'altitude (mairie).

### Hydrographie
Le système hydrographique d'Épisy se compose de cinq cours d'eau référencés :
- la rivière le Loing, longue de 142,73 km[3], affluent en rive gauche de la Seine, ainsi que :
  - un bras de 2,28 km[4] ;
  - le canal du Loing, long de 47,84 km[5] qui conflue avec le Loing ;
  - la rivière le Lunain, longue de 51,45 km[6], affluent du Loing. La confluence se situe au niveau de l'écluse d'Épisy ;
    - le canal 02 des Prés de Saveuse, 1,48 km[7], qui conflue avec le Lunain ;

Par ailleurs, son territoire est également traversé par l’aqueduc du Lunain, 3,64 km, le ru de l'Étang de Villemer, aqueduc de 3,53 km et l'aqueduc de Villemer, 3,75 km.
La longueur linéaire globale des cours d'eau sur la commune est de 11,03 km.

### Climat
Épisy, comme tout le département, connaît un régime climatique tempéré, de type atlantique.

### Milieux naturels et biodiversité
- Le marais d’Épisy (aire protégée, espace naturel sensible).

## Urbanisme

### Lieux-dits, écarts et quartiers
L'aérodrome de Moret-Épisy, Marais d'Épisy, la Vieille Écluse.

### Occupation des sols
En 2018, le territoire d'Épisy se répartit en 52,2 % de terres arables, 15,6 % de forêts, 9,9 % de prairies, 5,6 % de zones urbanisées, 5,5 % d’eaux continentales, 3,9 % d’espaces verts artificialisés non agricoles, 3,8 % de zones agricoles hétérogènes et 3,4 % de zones agricoles hétérogènes,.

### Logement
Depuis le 1er janvier 2017, Épisy reste déléguée au sein de la commune nouvelle Moret-Loing-et-Orvanne (77316).

### Voies de communication et transports
La gare ferroviaire la plus proche est la gare de Montigny-sur-Loing, située à environ 4,5 kilomètres, desservie par les trains de la ligne R du réseau Transilien.
Il y a dans le village 3 arrêts de bus scolaires. Deux emmènent au Collège Sisley le troisième au lycée de Fontainebleau.
L'aérodrome de Moret - Épisy, situé sur la commune, est utilisé pour la pratique d’activités de loisirs et de tourisme (aviation légère).

## Histoire
La commune fusionne le 1er janvier 2016 avec les communes d'Orvanne et de Montarlot pour former la commune nouvelle de Moret Loing et Orvanne, devenue Moret-Loing-et-Orvanne en 2017.

## Politique et administration

### Liste des maires
| Période        | Période        | Identité                              | Étiquette | Qualité                                                   |
| -------------- | -------------- | ------------------------------------- | --------- | --------------------------------------------------------- |
|                |                |                                       |           |                                                           |
| 1804           | 1818           | François Gentil                       |           |                                                           |
| 1818           | 1825           | Alexandre Polosse                     |           |                                                           |
| 1826           | 1830           | Pierre Fortuné Gilbert Bonnevin Carré |           |                                                           |
| 1830           | mars 1841      | Magloire Brevet                       |           | Démissionnaire                                            |
| mars 1841      | août 1848      | Edme Étienne PIchon                   |           | Cultivateur                                               |
| août 1848      |                | Louis Leclerck                        |           | Démissionnaire, suppléé par son adjoint Alexandre Polosse |
| janvier 1852   | novembre 1863  | Simon Chouard                         |           |                                                           |
| novembre 1863  | septembre 1864 | François Gentil                       |           |                                                           |
| septembre 1864 | août 1865      | Jean-Louis Boudan                     |           | Adjoint faisant fonction de maire.                        |
| août 1865      | septembre 1870 | Laurent Étienne Serre                 |           | Cultivateur                                               |
| septembre 1870 | mai 1871       | Jean-Louis Boudan                     |           |                                                           |
| mai 1871       | janvier 1878   | Laurent Étienne Serre                 |           | Propriétaire                                              |
| janvier 1878   | mai 1888       | Eugène Paul Pichon                    |           | Propriétaire                                              |
| mai 1888       | mai 1900       | Edme Genty                            |           | Cultivateur                                               |
| mai 1900       | mai 1904       | Hippolyte Pichon                      |           | Cultivateur                                               |
| mai 1904       | décembre 1915  | Étienne PICHON                        |           | Rentier Mort en fonction                                  |
| décembre 1915  | décembre 1919  | Émile Gelé                            |           | Adjoint faisant fonction de maire.                        |
| décembre 1919  | mai 1925       | Isidore Pichon                        |           | Cultivateur                                               |
| mai 1925       | jnvier 1942    | Émile Gelé                            |           |                                                           |
| janvier 1942   | mai 1945       | Augustin Deumie                       |           |                                                           |
| mai 1945       | mai 1953       | François Raymond                      |           |                                                           |
| mai 1953       | janvier 1955   | Jules Geoffron                        |           | Démissionnaire                                            |
| janvier 1955   | août 1956      | Karl Durignieux                       |           | Démissionnaire                                            |
| septembre 1956 | juillet 1960   | Jules Geoffron                        |           |                                                           |
| juillet 1960   | juin 1964      | Roger Sage                            |           | Démissionnaire                                            |
| juin 1964      | mars 1983      | Marguerite Gelis                      |           | Résistante, déportée, journaliste                         |
| mars 1983      | décembre 1984  | Pierre Marbotte                       |           | Ingénieur Démissionnaire                                  |
| février 1985   | juillet 1994   | André Marchand                        |           | Instituteur retraité Démissionnaire                       |
| juillet 1994   | juin 1995      | Roger Bruez                           |           |                                                           |
| juin 1995      | mars 2008      | Philippe Grangier                     |           | Directeur de faculté                                      |
| mars 2008      | décembre 2015  | Patrick Billard                       |           | Agriculteur                                               |

| Période      | Période                      | Identité        | Étiquette | Qualité                                                              |
| ------------ | ---------------------------- | --------------- | --------- | -------------------------------------------------------------------- |
| janvier 2016 | juillet 2020                 | Patrick Billard | SE        | Agriculteur                                                          |
| juillet 2020 | En cours (au 5 Juillet 2020) | Katell Gaudin   | DVG       | Psychomotricienne MAire-adjointe de Moret-Loing-et-Orvanne (2020 → ) |

## Équipements et services publics

### Enseignement
La commune dispose d'une école primaire publique (maternelle et élémentaire) composée de 4 classes pour la rentrée 2020/2021.

## Population et société

### Démographie
L'évolution du nombre d'habitants est connue à travers les recensements de la population effectués dans la commune depuis 1793. À partir du 1er janvier 2009, les populations légales des communes sont publiées annuellement dans le cadre d'un recensement qui repose désormais sur une collecte d'information annuelle, concernant successivement tous les territoires communaux au cours d'une période de cinq ans. 
Pour les communes de moins de 10 000 habitants, une enquête de recensement portant sur toute la population est réalisée tous les cinq ans, les populations légales des années intermédiaires étant quant à elles estimées par interpolation ou extrapolation. Pour la commune, le premier recensement exhaustif entrant dans le cadre du nouveau dispositif a été réalisé en 2008,.
En 2013, la commune comptait 552 habitants, en évolution de +9,52 % par rapport à 2008 (Seine-et-Marne : +4,91 %, France hors Mayotte : +2,49 %).
| 1793 | 1800 | 1806 | 1821 | 1831 | 1836 | 1841 | 1846 | 1851 |
| ---- | ---- | ---- | ---- | ---- | ---- | ---- | ---- | ---- |
| 195  | 211  | 197  | 217  | 292  | 295  | 286  | 292  | 286  |

| 1856 | 1861 | 1866 | 1872 | 1876 | 1881 | 1886 | 1891 | 1896 |
| ---- | ---- | ---- | ---- | ---- | ---- | ---- | ---- | ---- |
| 259  | 260  | 244  | 259  | 261  | 305  | 280  | 277  | 308  |

| 1901 | 1906 | 1911 | 1921 | 1926 | 1931 | 1936 | 1946 | 1954 |
| ---- | ---- | ---- | ---- | ---- | ---- | ---- | ---- | ---- |
| 363  | 332  | 314  | 269  | 287  | 268  | 239  | 245  | 263  |

| 1962 | 1968 | 1975 | 1982 | 1990 | 1999 | 2008 | 2013 | - |
| ---- | ---- | ---- | ---- | ---- | ---- | ---- | ---- | - |
| 349  | 344  | 341  | 364  | 324  | 491  | 504  | 552  | - |

## Économie
Depuis le 1er janvier 2017, Épisy reste déléguée au sein de la commune nouvelle Moret Loing et Orvanne (77316).

## Culture locale et patrimoine

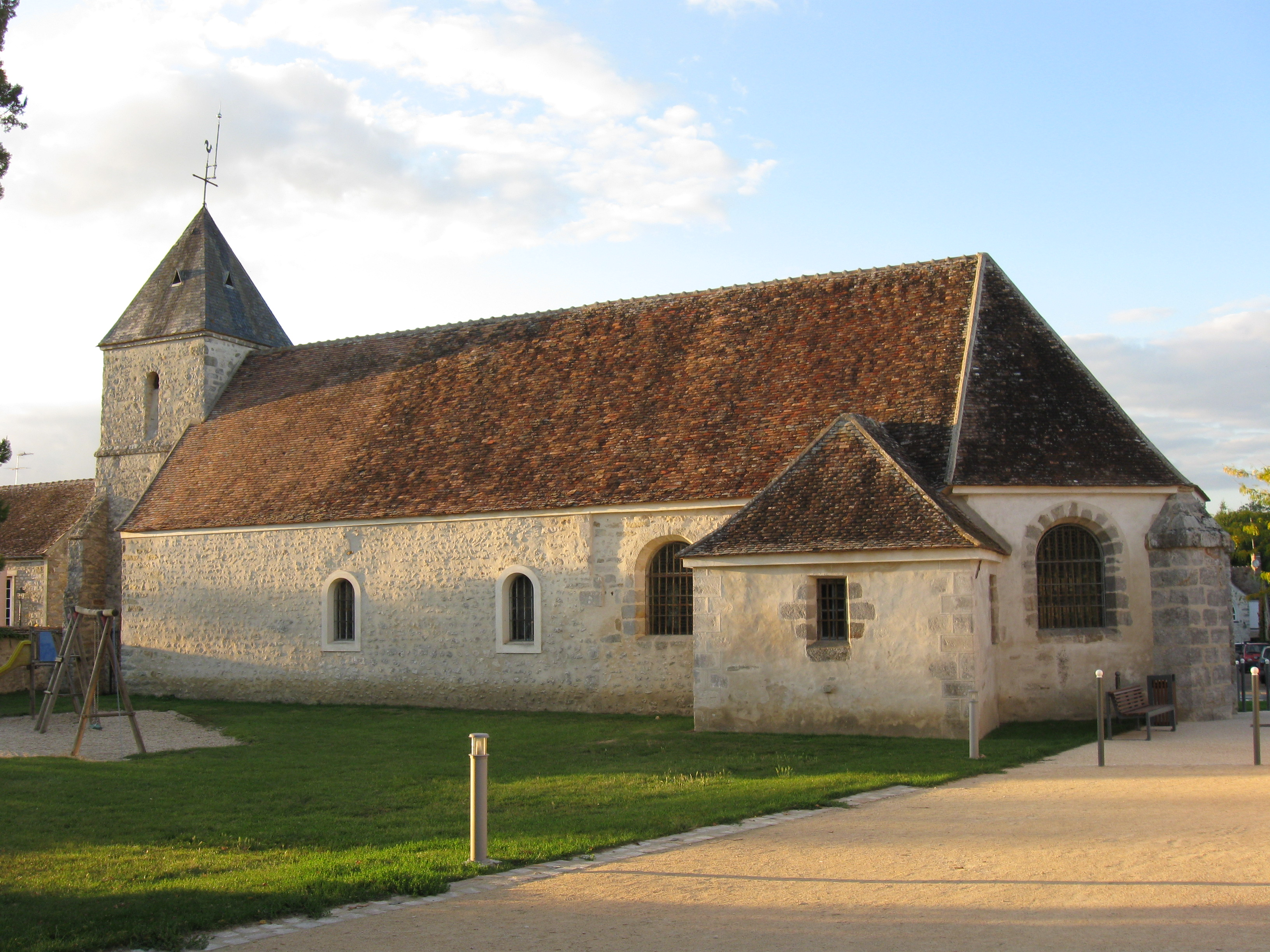
L'église Saint-Pierre-aux-Liens d'Épisy.

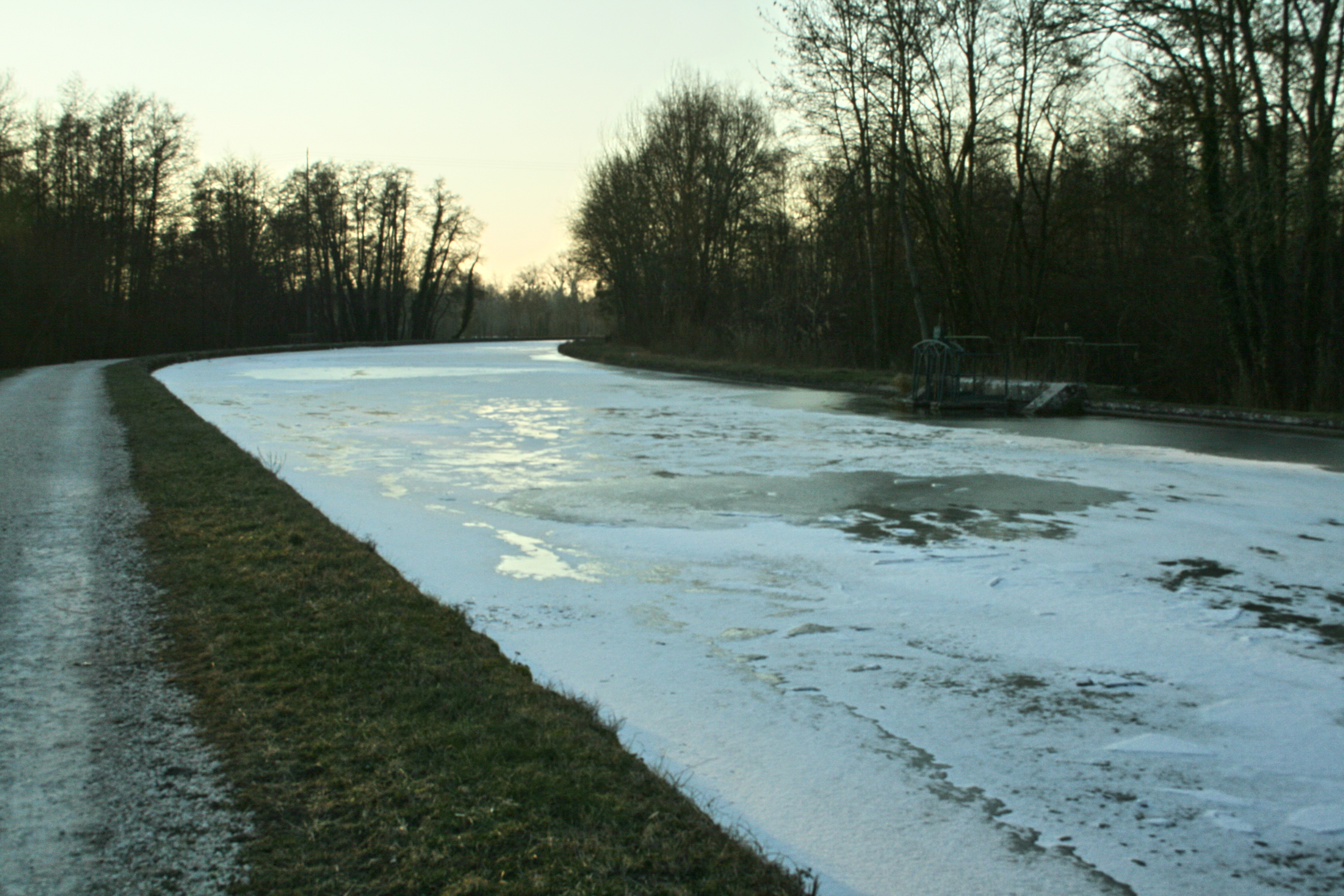
Le canal du Loing l'hiver à Épisy.

### Lieux et monuments
- Église romane Saint-Pierre-aux-Liens inscrite au titre des monuments historiques[23].
- La rivière le Loing et le canal du Loing.
- Site de l'écluse d'Épisy.